# 12200 Richlipe
12200 Richlipe eller 1981 EM7 är en asteroid i huvudbältet som upptäcktes den 1 mars 1981 av den amerikanska astronomen Schelte J. Bus vid Siding Spring-observatoriet. Den är uppkallad efter Richard Loyde Lipe Jr.
Asteroiden har en diameter på ungefär 5 kilometer.